# Sulatron
Sulatron-Records — независимый австрийский рекорд-лейбл и мэйл-ордер композитора и музыканта-мультиинструменталиста Дэйва Шмидта, в музыкальных кругах известного как Sula Bassana. В 2004 году он организовал Sulatron-Records для выпуска ограниченными тиражами многочисленных собственных проектов, записей друзей и духовно близких формаций, а также для участия в распространении продукции лейблов, с которыми Шмидт сотрудничает много лет (Nasoni, Early Birds, Sysyphus, Angular, Open Minds, Swamproom, Second Battle, Moonhead, Sunhair, 45 Rec, Setalight, Elektrohasch, Cargo…). В каталоге мэйл-ордера представлены LP, CD и CD-R — все новинки психоделик- краут- спэйс- эйсид- стоунер- и импровизационной рок-музыки.